# Чешский уголок

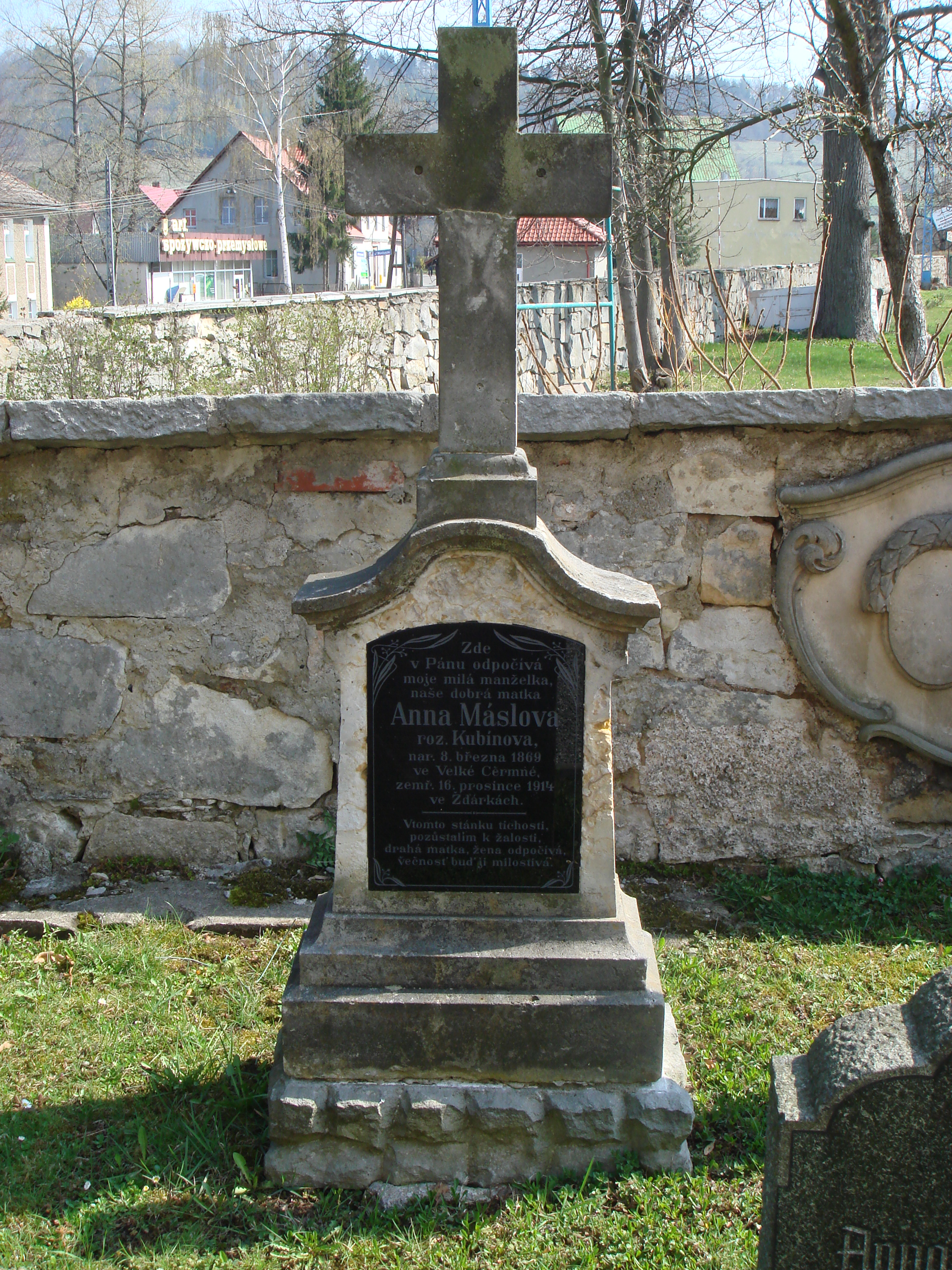
Чешская могила в части Чермна города Кудова-Здруй (чеш. Худоба)

Чешский уголок (чеш. Český koutek, нем. Böhmischer Winkel, пол. Czeski kątek) — область на западе Клодзского повята в Польше, около города Кудова-Здруй, близ чешско-польской границы. В этой области находится одиннадцать бывших деревень, в которых с XI века до середины XX века проживали чехи.
Территория нынешнего польского Клодзского повята была частью Чехии до 1742 г., когда вся область отошла к Пруссии. После объединения Германии в 1871 г. территория стала частью Германии. Несмотря на приток немецких поселенцев и германизацию всей области, в Чешском уголке осталось жить чешское население.
После Первой мировой войны Чехословакия безрезультатно пыталась присоединить Чешский уголок к своей территории.
После Второй мировой войны вся территория нынешнего Клодзского повята стала частью Польши. Местное чешское население было частью депортировано из области польскими властями наряду с местными немцами, частью само ушло через границу в Чехословакию. Меньшая часть местных чехов осталась в области и ассимилировалась с новопришедшими поляками.

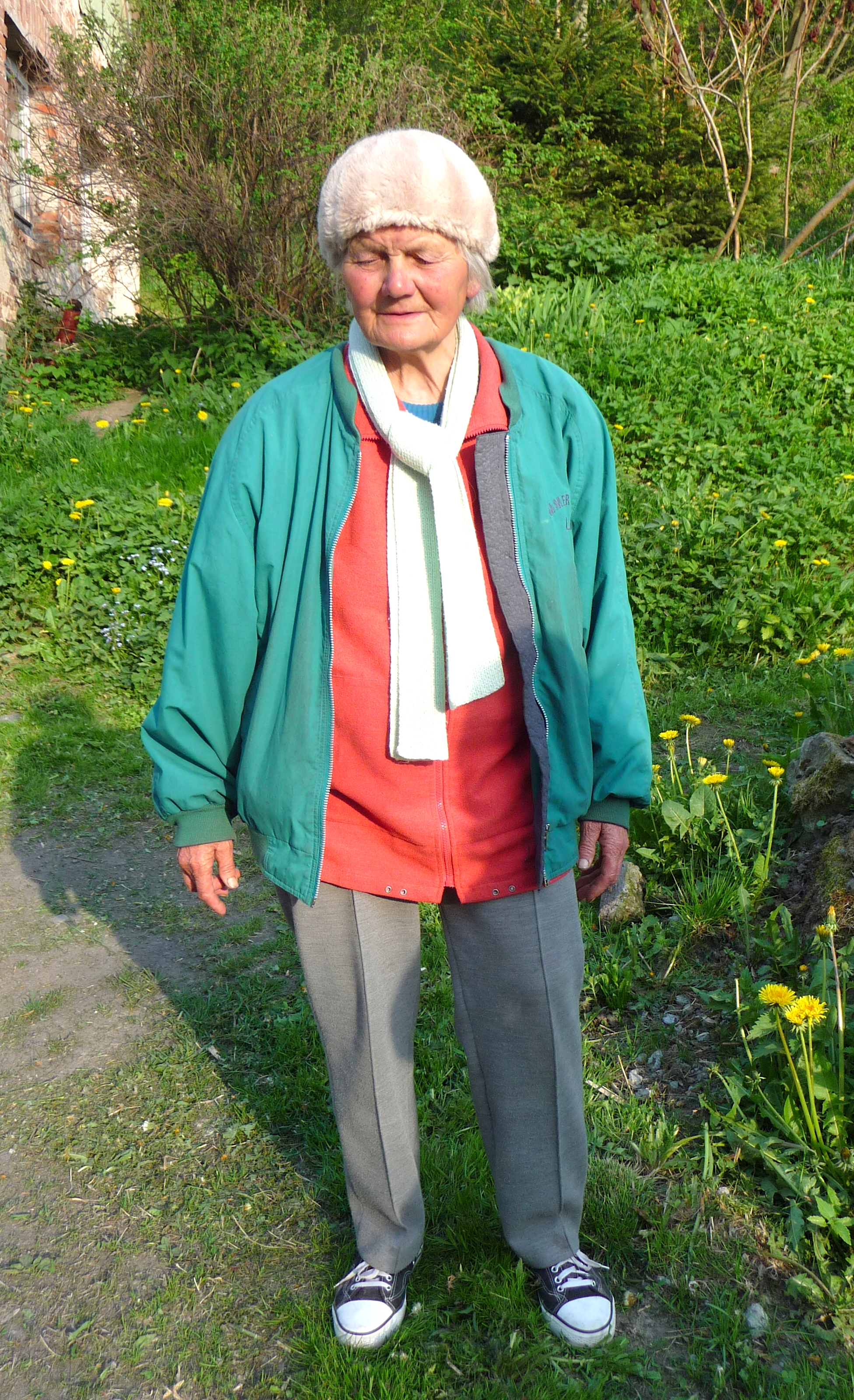
Марие Гоушкова (Marie Houšková) — последняя чешка, живущая в области Клодзко (чеш. Кладско)
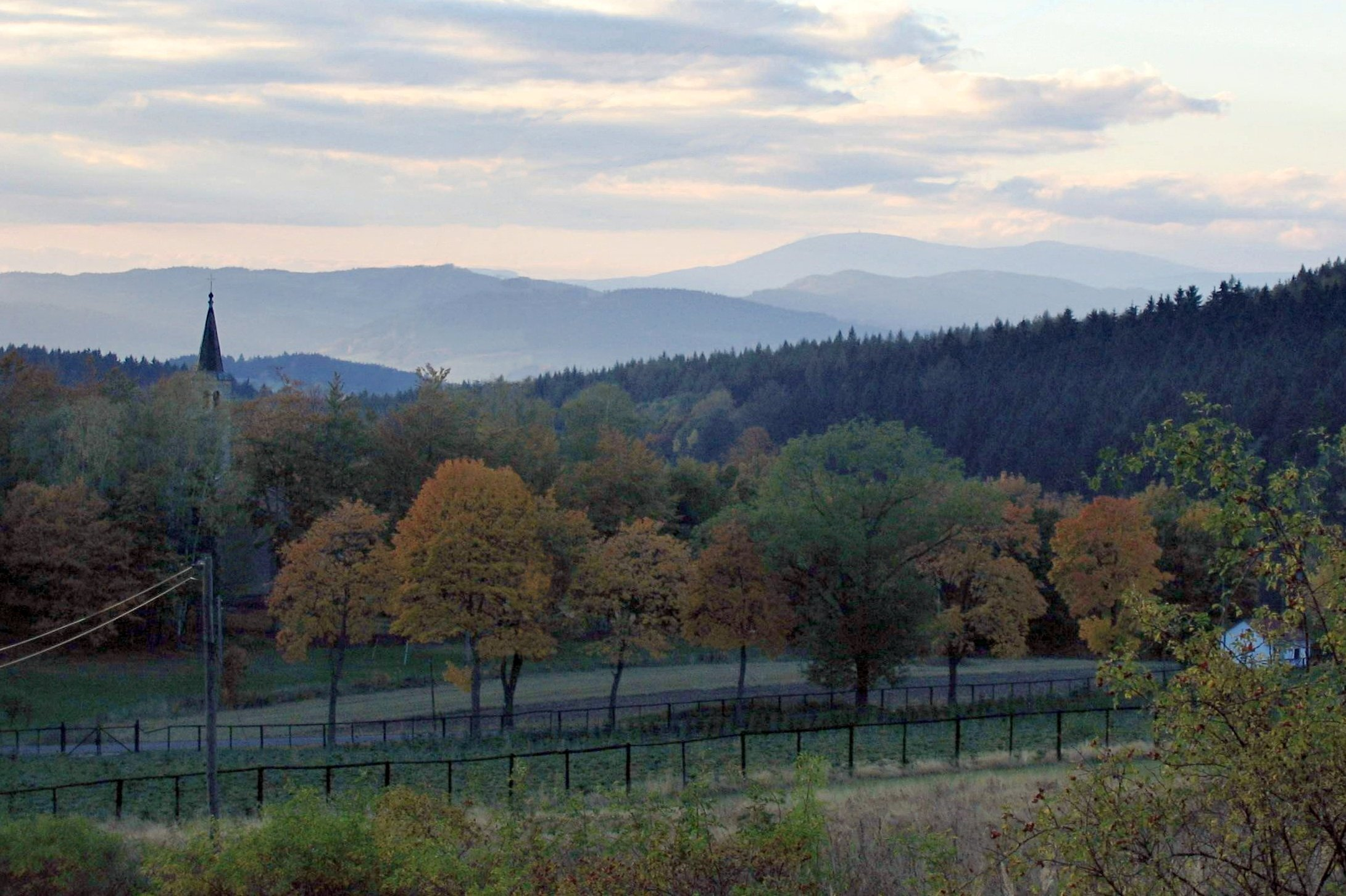
Поселок Пстранжна (чеш. Строужне) Чешском уголке
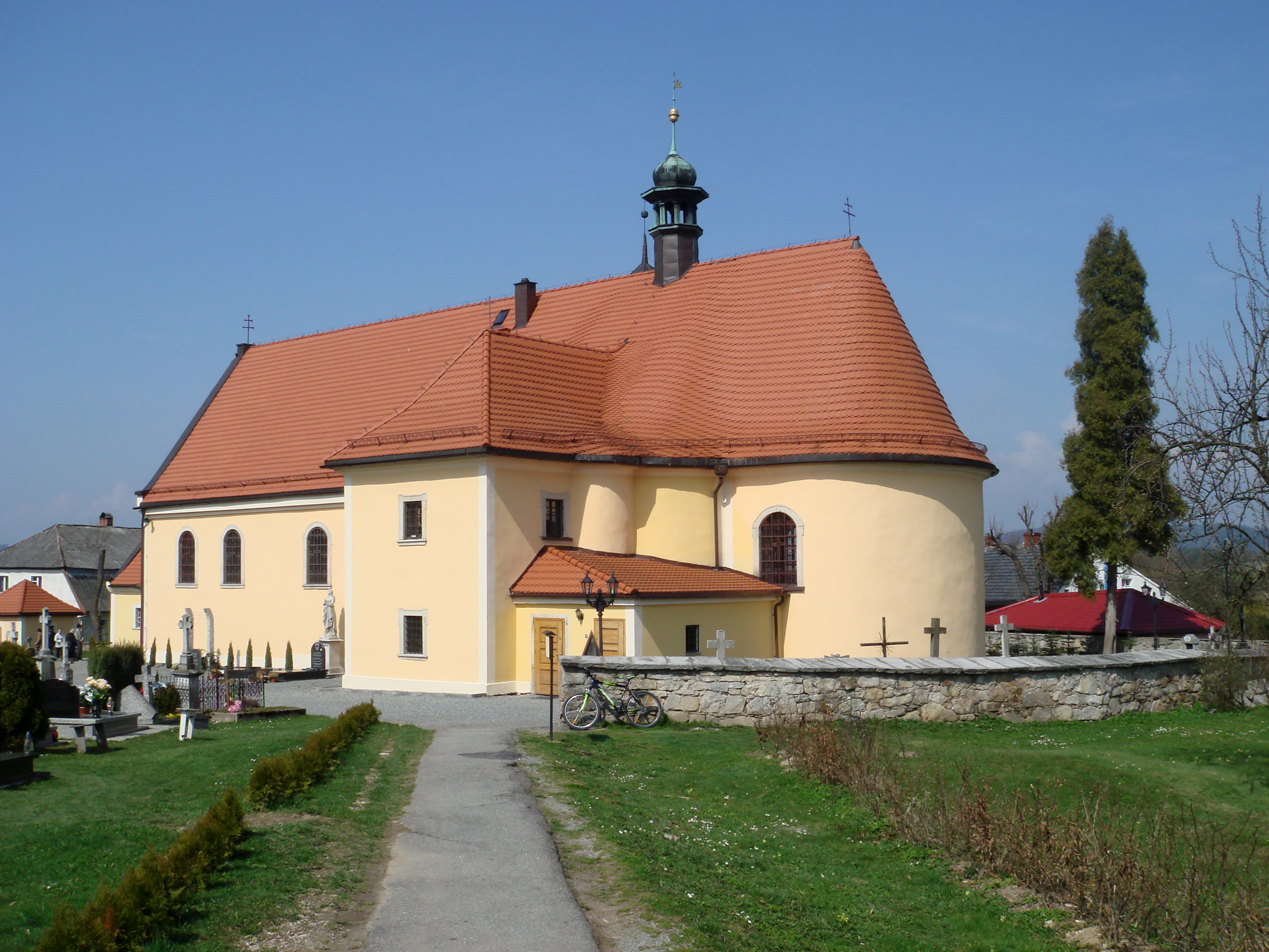
Храм в части Чермна города Кудова-Здруй (чеш. Худоба)